# 6979 Shigefumi
A 6979 Shigefumi (ideiglenes jelöléssel 1993 RH) a Naprendszer kisbolygóövében található aszteroida. Endate Kin és Vatanabe Kazuró fedezte fel 1993. szeptember 12-én.